# Copa Verde de Futebol de 2025
A Copa Verde de 2025 foi a 12.ª edição do torneio regional, organizado pela Confederação Brasileira de Futebol desde 2014. Foi disputada por clubes brasileiros dos estados das regiões Centro-Oeste e Região Norte do Brasil, além do Espírito Santo.
Pela primeira vez, a competição não daria direito a vaga em nenhum outro torneio: nas duas primeiras edições, o campeão da Copa Verde se classificava para a Copa Sul-Americana. A partir de 2016, o vencedor tinha direito a uma vaga em fases avançadas da Copa do Brasil (até 2019 nas oitavas de final; de 2020 a 2024 na terceira fase). Em 2025 a CBF não incluiu esse artigo no regulamento específico tanto da Copa Verde quanto da Copa do Nordeste, o que foi usado como justificativa para as desistências de Atlético Goianiense e Cuiabá. No entanto, em 14 de janeiro, durante sorteio da fase de grupos da Copa do Nordeste, o até então presidente da CBF Ednaldo Rodrigues confirmou que os vencedores de ambos os torneios terão vaga na terceira fase da Copa do Brasil de 2026.

## Regulamento
O regulamento da competição foi divulgado em 11 de dezembro de 2024. Assim como na edição passada, a Copa Verde de 2025 foi disputada em sistema eliminatório, no qual os clubes classificados se enfrentam em jogo único nas duas primeiras fases, enquanto a partir das quartas de final os confrontos são realizados em partidas de ida e volta. As dezesseis piores equipes posicionadas no Ranking da CBF entram na competição na primeira fase, enquanto as oito melhores colocadas entram na fase posterior.
Na primeira fase, os clubes foram divididos em regiões: de um lado os clubes da Região Norte e do outro os times da Região Centro-Oeste, incluindo também as equipes do Espírito Santo. Essa divisão se mantém ao longo de todo o chaveamento de forma que a final obrigatoriamente tem um time de cada região.
Para definição dos confrontos, as 12 equipes de cada bloco são organizadas de acordo com o Ranking Nacional de Clubes da CBF dando origem ao Ranking Adaptado. Em caso de desequilíbrio entre os blocos, os clubes do bloco com mais clubes com maior proximidade geográfica do outro bloco serão transferidos para ele. Os 4 melhores classificados de cada bloco no Ranking Adaptado são diretamente classificados à segunda fase. Os confrontos se dão da seguinte maneira:
| Fase             | Bloco Norte | Bloco Norte         | Bloco Centro-Oeste  | Bloco Centro-Oeste  |
| ---------------- | ----------- | ------------------- | ------------------- | ------------------- |
| Primeira fase    | Grupo A1    | 8º x 9º             | Grupo A5            | 8º x 9º             |
| Primeira fase    | Grupo A2    | 5º x 12º            | Grupo A6            | 5º x 12º            |
| Primeira fase    | Grupo A3    | 7º x 10º            | Grupo A7            | 7º x 10º            |
| Primeira fase    | Grupo A4    | 6º x 11º            | Grupo A8            | 6º x 11º            |
| Segunda fase     | Grupo B1    | 1º x Venc. A1       | Grupo B5            | 1º x Venc. A5       |
| Segunda fase     | Grupo B2    | 4º x Venc. A2       | Grupo B6            | 4º x Venc. A6       |
| Segunda fase     | Grupo B3    | 2º x Venc. A3       | Grupo B7            | 2º x Venc. A7       |
| Segunda fase     | Grupo B4    | 3º x Venc. A4       | Grupo B8            | 3º x Venc. A8       |
| Quartas de final | Grupo C1    | Venc. B1 x Venc. B2 | Grupo C3            | Venc. B5 x Venc. B6 |
| Quartas de final | Grupo C2    | Venc. B3 x Venc. B4 | Grupo C4            | Venc. B7 x Venc. B8 |
| Semifinais       | Grupo D1    | Venc. C1 x Venc. C2 | Grupo D2            | Venc. C3 x Venc. C4 |
| Final            | Grupo E1    | Venc. D1 x Venc. D2 | Venc. D1 x Venc. D2 | Venc. D1 x Venc. D2 |

### Desistências
Por conta da retirada do regulamento da classificação direta na terceira fase da Copa do Brasil ao campeão da Copa Verde, Atlético Goianiense e Cuiabá optaram por não disputar a competição em 2025. Com isso, suas vagas foram repassadas a Luverdense e São Raimundo-RR e a tabela original foi ajustada.

### Ranking Adaptado[5]
| 1  | 41º  | Paysandu          | Segunda  |
| 2  | 44º  | Remo              | Segunda  |
| 3  | 49º  | Amazonas          | Segunda  |
| 4  | 56º  | Manaus            | Segunda  |
| 5  | 70º  | Águia de Marabá   | Primeira |
| 6  | 71º  | Tocantinópolis    | Primeira |
| 7  | 72º  | São Raimundo-RR   | Primeira |
| 8  | 87º  | Gazin Porto Velho | Primeira |
| 9  | 89º  | Humaitá           | Primeira |
| 10 | 89º  | Trem              | Primeira |
| 11 | 176º | GAS               | Primeira |
| 12 | —    | Independência     | Primeira |

| 1  | 21º  | Goiás              | Segunda  |
| 2  | 29º  | Vila Nova          | Segunda  |
| 3  | 58º  | Brasiliense        | Segunda  |
| 4  | 59º  | Aparecidense       | Segunda  |
| 5  | 82º  | União Rondonópolis | Primeira |
| 6  | 94º  | Ceilândia          | Primeira |
| 7  | 114º | Operário-MS        | Primeira |
| 8  | 136º | Vitória-ES         | Primeira |
| 9  | 186º | Rio Branco-ES      | Primeira |
| 10 | 212º | Luverdense         | Primeira |
| 11 | —    | Capital-DF         | Primeira |
| 12 | —    | União-TO           | Primeira |

## Participantes
Critérios para classificação para a Copa Verde de 2025:
- Critério 1 (12 vagas): Primeiros colocados em cada um dos campeonatos estaduais de 2024 ou torneios seletivos das 12 federações filiadas participantes.
- Critério 2 (8 vagas): equipe mais bem classificada em cada um dos campeonatos estaduais de 2024 ou torneios seletivos de 2024 das 8 melhores federações filiadas no Ranking da CBF 2025 (todas exceto Roraima, Rondônia, Mato Grosso do Sul e Amapá), excluindo aquelas classificadas pelo critério 1.
- Critério 3 (4 vagas): quatro equipes mais bem posicionadas no Ranking da CBF 2025 das federações participantes, excluindo aquelas classificadas nos critérios anteriores.

| UF | Equipe             | Cidade               | Critério de classificação | Estádio           | Capacidade | Títulos                     |
| -- | ------------------ | -------------------- | ------------------------- | ----------------- | ---------- | --------------------------- |
| AC | Independência      | Rio Branco           | Critério 1                | Florestão         | 10 000     | 0 (não possui)              |
| AC | Humaitá            | Porto Acre           | Critério 2                | Florestão         | 10 000     | 0 (não possui)              |
| AP | Trem               | Macapá               | Critério 1                | Zerão             | 19 000     | 0 (não possui)              |
| AM | Amazonas           | Manaus               | Critério 1                | Arena da Amazônia | 44 000     | 0 (não possui)              |
| AM | Manaus             | Manaus               | Critério 2                | Colina            | 10 000     | 0 (não possui)              |
| DF | Ceilândia          | Ceilândia            | Critério 1                | Abadião           | 4 200      | 0 (não possui)              |
| DF | Capital-DF         | Paranoá              | Critério 2                | JK Paranoá        | 6 000      | 0 (não possui)              |
| DF | Brasiliense        | Taguatinga           | Critério 3                | Boca do Jacaré    | 27 000     | 1 (2020)                    |
| ES | Rio Branco-ES      | Vitória              | Critério 1                | Kleber Andrade    | 21 152     | 0 (não possui)              |
| ES | Vitória-ES         | Vitória              | Critério 2                | Salvador Costa    | 3 000      | 0 (não possui)              |
| GO | Vila Nova          | Goiânia              | Critério 1                | Olímpico          | 13 500     | 0 (não possui)              |
| GO | Aparecidense       | Aparecida de Goiânia | Critério 2                | Annibal Batista   | 4 800      | 0 (não possui)              |
| GO | Goiás              | Goiânia              | Critério 3                | Serrinha          | 14 450     | 1 (2023)                    |
| MT | União Rondonópolis | Rondonópolis         | Critério 1                | Luthero Lopes     | 19 000     | 0 (não possui)              |
| MT | Luverdense         | Lucas do Rio Verde   | Critério 2                | Passo das Emas    | 10 000     | 1 (2017)                    |
| MS | Operário-MS        | Campo Grande         | Critério 1                | Moreninhas        | 4 500      | 0 (não possui)              |
| PA | Paysandu           | Belém                | Critério 1                | Curuzu            | 16 200     | 4 (2016, 2018, 2022 e 2024) |
| PA | Remo               | Belém                | Critério 2                | Baenão            | 13 200     | 1 (2021)                    |
| PA | Águia de Marabá    | Marabá               | Critério 3                | Zinho de Oliveira | 5 000      | 0 (não possui)              |
| RO | Gazin Porto Velho  | Porto Velho          | Critério 1                | Aluizão           | 5 000      | 0 (não possui)              |
| RR | GAS                | Boa Vista            | Critério 1                | Canarinho         | 4 556      | 0 (não possui)              |
| RR | São Raimundo-RR    | Boa Vista            | Critério 3                | Canarinho         | 4 556      | 0 (não possui)              |
| TO | União-TO           | Araguaína            | Critério 1                | Mirandão          | 10 000     | 0 (não possui)              |
| TO | Tocantinópolis     | Tocantinópolis       | Critério 2                | Ribeirão          | 8 000      | 0 (não possui)              |

## Calendário
A tabela foi divulgada pela CBF em 16 de janeiro de 2025. Compreende as seguintes datas:
| Fase             | Jogo único                                 | Jogo único                                          |
| ---------------- | ------------------------------------------ | --------------------------------------------------- |
| Primeira fase    | 22 de janeiro                              | 22 de janeiro                                       |
| Oitavas de final | 5 de fevereiro                             | 5 de fevereiro                                      |
| Fase             | Ida                                        | Volta                                               |
| Quartas de final | 12 de fevereiro                            | Semana 1: 19 de fevereiro Semana 2: 26 de fevereiro |
| Semifinais       | Semana 1: 5 de março Semana 2: 12 de março | 19 de março                                         |
| Finais           | 9 de abril                                 | 23 de abril                                         |

## Confrontos

### Tabela até a final
Em itálico, as equipes que possuem o mando de campo no primeiro jogo ou no jogo único e em negrito as equipes classificadas.
|  | Primeira fase         | Primeira fase     |                       |                    | Oitavas de final | Oitavas de final |       |  | Quartas de final | Quartas de final | Quartas de final | Quartas de final |  |  | Semifinais | Semifinais | Semifinais | Semifinais |  |  | Final | Final | Final | Final |  |
|  |                       |                   |                       |                    |                  |                  |       |  |                  |                  |                  |                  |  |  |            |            |            |            |  |  |       |       |       |       |  |
|  |                       |                   |                       |                    |                  |                  |       |  |                  |                  |                  |                  |  |  |            |            |            |            |  |  |       |       |       |       |  |
|  |                       |                   |                       |                    |                  |                  |       |  |                  |                  |                  |                  |  |  |            |            |            |            |  |  |       |       |       |       |  |
|  |                       |                   |                       |                    |                  |                  |       |  |                  |                  |                  |                  |  |  |            |            |            |            |  |  |       |       |       |       |  |
|  |                       |                   |                       |                    |                  |                  |       |  |                  |                  |                  |                  |  |  |            |            |            |            |  |  |       |       |       |       |  |
|  |                       | Remo              | 1 (3)                 |                    |                  |                  |       |  |                  |                  |                  |                  |  |  |            |            |            |            |  |  |       |       |       |       |  |
|  |                       |                   | 1 (3)                 |                    |                  |                  |       |  |                  |                  |                  |                  |  |  |            |            |            |            |  |  |       |       |       |       |  |
|  |                       |                   | São Raimundo-RR (pen) | 1 (4)              |                  |                  |       |  |                  |                  |                  |                  |  |  |            |            |            |            |  |  |       |       |       |       |  |
|  | São Raimundo-RR       | 4                 | São Raimundo-RR (pen) | 1 (4)              |                  |                  |       |  |                  |                  |                  |                  |  |  |            |            |            |            |  |  |       |       |       |       |  |
|  | São Raimundo-RR       | 4                 |                       |                    |                  |                  |       |  |                  |                  |                  |                  |  |  |            |            |            |            |  |  |       |       |       |       |  |
|  | Trem                  | 1                 |                       |                    |                  |                  |       |  |                  |                  |                  |                  |  |  |            |            |            |            |  |  |       |       |       |       |  |
|  | Trem                  | 1                 |                       | São Raimundo-RR    | 2                | 0                | 2     |  |                  |                  |                  |                  |  |  |            |            |            |            |  |  |       |       |       |       |  |
|  |                       |                   |                       |                    |                  |                  | 2     |  |                  |                  |                  |                  |  |  |            |            |            |            |  |  |       |       |       |       |  |
|  |                       |                   | Amazonas              | 0                  | 0                | 0                |       |  |                  |                  |                  |                  |  |  |            |            |            |            |  |  |       |       |       |       |  |
|  |                       |                   | Amazonas              | 0                  | 0                | 0                |       |  |                  |                  |                  |                  |  |  |            |            |            |            |  |  |       |       |       |       |  |
|  |                       |                   |                       |                    |                  |                  |       |  |                  |                  |                  |                  |  |  |            |            |            |            |  |  |       |       |       |       |  |
|  |                       |                   |                       |                    |                  |                  |       |  |                  |                  |                  |                  |  |  |            |            |            |            |  |  |       |       |       |       |  |
|  |                       | Amazonas          | 5                     |                    |                  |                  |       |  |                  |                  |                  |                  |  |  |            |            |            |            |  |  |       |       |       |       |  |
|  |                       |                   | 5                     |                    |                  |                  |       |  |                  |                  |                  |                  |  |  |            |            |            |            |  |  |       |       |       |       |  |
|  |                       |                   | Tocantinópolis        | 1                  |                  |                  |       |  |                  |                  |                  |                  |  |  |            |            |            |            |  |  |       |       |       |       |  |
|  | Tocantinópolis        | 2                 | Tocantinópolis        | 1                  |                  |                  |       |  |                  |                  |                  |                  |  |  |            |            |            |            |  |  |       |       |       |       |  |
|  | Tocantinópolis        | 2                 |                       |                    |                  |                  |       |  |                  |                  |                  |                  |  |  |            |            |            |            |  |  |       |       |       |       |  |
|  | GAS                   | 1                 |                       |                    |                  |                  |       |  |                  |                  |                  |                  |  |  |            |            |            |            |  |  |       |       |       |       |  |
|  | GAS                   | 1                 |                       | São Raimundo-RR    | 2                | 0                | 2     |  |                  |                  |                  |                  |  |  |            |            |            |            |  |  |       |       |       |       |  |
|  |                       |                   |                       |                    |                  |                  |       |  |                  |                  |                  |                  |  |  |            |            |            |            |  |  |       |       |       |       |  |
|  |                       |                   | Paysandu              | 2                  | 3                | 5                |       |  |                  |                  |                  |                  |  |  |            |            |            |            |  |  |       |       |       |       |  |
|  |                       |                   | Paysandu              | 2                  | 3                | 5                |       |  |                  |                  |                  |                  |  |  |            |            |            |            |  |  |       |       |       |       |  |
|  |                       |                   |                       |                    |                  |                  |       |  |                  |                  |                  |                  |  |  |            |            |            |            |  |  |       |       |       |       |  |
|  |                       |                   |                       |                    |                  |                  |       |  |                  |                  |                  |                  |  |  |            |            |            |            |  |  |       |       |       |       |  |
|  |                       | Paysandu (pen)    | 1 (5)                 |                    |                  |                  |       |  |                  |                  |                  |                  |  |  |            |            |            |            |  |  |       |       |       |       |  |
|  |                       |                   | 1 (5)                 |                    |                  |                  |       |  |                  |                  |                  |                  |  |  |            |            |            |            |  |  |       |       |       |       |  |
|  |                       |                   | Gazin Porto Velho     | 1 (4)              |                  |                  |       |  |                  |                  |                  |                  |  |  |            |            |            |            |  |  |       |       |       |       |  |
|  | Gazin Porto Velho     | 3                 | Gazin Porto Velho     | 1 (4)              |                  |                  |       |  |                  |                  |                  |                  |  |  |            |            |            |            |  |  |       |       |       |       |  |
|  | Gazin Porto Velho     | 3                 |                       |                    |                  |                  |       |  |                  |                  |                  |                  |  |  |            |            |            |            |  |  |       |       |       |       |  |
|  | Humaitá               | 2                 |                       |                    |                  |                  |       |  |                  |                  |                  |                  |  |  |            |            |            |            |  |  |       |       |       |       |  |
|  | Humaitá               | 2                 |                       | Paysandu           | 0                | 4                | 4     |  |                  |                  |                  |                  |  |  |            |            |            |            |  |  |       |       |       |       |  |
|  |                       |                   |                       |                    |                  |                  | 4     |  |                  |                  |                  |                  |  |  |            |            |            |            |  |  |       |       |       |       |  |
|  |                       |                   | Manaus                | 0                  | 1                | 1                |       |  |                  |                  |                  |                  |  |  |            |            |            |            |  |  |       |       |       |       |  |
|  |                       |                   | Manaus                | 0                  | 1                | 1                |       |  |                  |                  |                  |                  |  |  |            |            |            |            |  |  |       |       |       |       |  |
|  |                       |                   |                       |                    |                  |                  |       |  |                  |                  |                  |                  |  |  |            |            |            |            |  |  |       |       |       |       |  |
|  |                       |                   |                       |                    |                  |                  |       |  |                  |                  |                  |                  |  |  |            |            |            |            |  |  |       |       |       |       |  |
|  |                       | Manaus            | 3                     |                    |                  |                  |       |  |                  |                  |                  |                  |  |  |            |            |            |            |  |  |       |       |       |       |  |
|  |                       |                   | 3                     |                    |                  |                  |       |  |                  |                  |                  |                  |  |  |            |            |            |            |  |  |       |       |       |       |  |
|  |                       |                   | Águia de Marabá       | 2                  |                  |                  |       |  |                  |                  |                  |                  |  |  |            |            |            |            |  |  |       |       |       |       |  |
|  | Águia de Marabá (pen) | 1 (4)             | Águia de Marabá       | 2                  |                  |                  |       |  |                  |                  |                  |                  |  |  |            |            |            |            |  |  |       |       |       |       |  |
|  | Águia de Marabá (pen) | 1 (4)             |                       |                    |                  |                  |       |  |                  |                  |                  |                  |  |  |            |            |            |            |  |  |       |       |       |       |  |
|  | Independência         | 1 (2)             |                       |                    |                  |                  |       |  |                  |                  |                  |                  |  |  |            |            |            |            |  |  |       |       |       |       |  |
|  | Independência         | 1 (2)             |                       | Paysandu (pen)     | 0                | 1                | 1 (5) |  |                  |                  |                  |                  |  |  |            |            |            |            |  |  |       |       |       |       |  |
|  |                       |                   |                       |                    |                  |                  |       |  |                  |                  |                  |                  |  |  |            |            |            |            |  |  |       |       |       |       |  |
|  |                       |                   | Goiás                 | 0                  | 1                | 1 (4)            |       |  |                  |                  |                  |                  |  |  |            |            |            |            |  |  |       |       |       |       |  |
|  |                       |                   | Goiás                 | 0                  | 1                | 1 (4)            |       |  |                  |                  |                  |                  |  |  |            |            |            |            |  |  |       |       |       |       |  |
|  |                       |                   |                       |                    |                  |                  |       |  |                  |                  |                  |                  |  |  |            |            |            |            |  |  |       |       |       |       |  |
|  |                       |                   |                       |                    |                  |                  |       |  |                  |                  |                  |                  |  |  |            |            |            |            |  |  |       |       |       |       |  |
|  |                       | Brasiliense (pen) | 0 (5)                 |                    |                  |                  |       |  |                  |                  |                  |                  |  |  |            |            |            |            |  |  |       |       |       |       |  |
|  |                       |                   | 0 (5)                 |                    |                  |                  |       |  |                  |                  |                  |                  |  |  |            |            |            |            |  |  |       |       |       |       |  |
|  |                       |                   | Capital-DF            | 0 (3)              |                  |                  |       |  |                  |                  |                  |                  |  |  |            |            |            |            |  |  |       |       |       |       |  |
|  | Ceilândia             | 1 (0)             | Capital-DF            | 0 (3)              |                  |                  |       |  |                  |                  |                  |                  |  |  |            |            |            |            |  |  |       |       |       |       |  |
|  | Ceilândia             | 1 (0)             |                       |                    |                  |                  |       |  |                  |                  |                  |                  |  |  |            |            |            |            |  |  |       |       |       |       |  |
|  | Capital-DF (pen)      | 1 (3)             |                       |                    |                  |                  |       |  |                  |                  |                  |                  |  |  |            |            |            |            |  |  |       |       |       |       |  |
|  | Capital-DF (pen)      | 1 (3)             |                       | Brasiliense        | 1                | 3                | 4     |  |                  |                  |                  |                  |  |  |            |            |            |            |  |  |       |       |       |       |  |
|  |                       |                   |                       |                    |                  |                  | 4     |  |                  |                  |                  |                  |  |  |            |            |            |            |  |  |       |       |       |       |  |
|  |                       |                   | Vila Nova             | 1                  | 1                | 2                |       |  |                  |                  |                  |                  |  |  |            |            |            |            |  |  |       |       |       |       |  |
|  |                       |                   | Vila Nova             | 1                  | 1                | 2                |       |  |                  |                  |                  |                  |  |  |            |            |            |            |  |  |       |       |       |       |  |
|  |                       |                   |                       |                    |                  |                  |       |  |                  |                  |                  |                  |  |  |            |            |            |            |  |  |       |       |       |       |  |
|  |                       |                   |                       |                    |                  |                  |       |  |                  |                  |                  |                  |  |  |            |            |            |            |  |  |       |       |       |       |  |
|  |                       | Vila Nova (pen)   | 1 (9)                 |                    |                  |                  |       |  |                  |                  |                  |                  |  |  |            |            |            |            |  |  |       |       |       |       |  |
|  |                       |                   | 1 (9)                 |                    |                  |                  |       |  |                  |                  |                  |                  |  |  |            |            |            |            |  |  |       |       |       |       |  |
|  |                       |                   | Luverdense            | 1 (8)              |                  |                  |       |  |                  |                  |                  |                  |  |  |            |            |            |            |  |  |       |       |       |       |  |
|  | Operário-MS           | 0                 | Luverdense            | 1 (8)              |                  |                  |       |  |                  |                  |                  |                  |  |  |            |            |            |            |  |  |       |       |       |       |  |
|  | Operário-MS           | 0                 |                       |                    |                  |                  |       |  |                  |                  |                  |                  |  |  |            |            |            |            |  |  |       |       |       |       |  |
|  | Luverdense            | 1                 |                       |                    |                  |                  |       |  |                  |                  |                  |                  |  |  |            |            |            |            |  |  |       |       |       |       |  |
|  | Luverdense            | 1                 |                       | Brasiliense        | 3                | 0                | 3 (4) |  |                  |                  |                  |                  |  |  |            |            |            |            |  |  |       |       |       |       |  |
|  |                       |                   |                       |                    |                  |                  |       |  |                  |                  |                  |                  |  |  |            |            |            |            |  |  |       |       |       |       |  |
|  |                       |                   | Goiás (pen)           | 3                  | 0                | 3 (5)            |       |  |                  |                  |                  |                  |  |  |            |            |            |            |  |  |       |       |       |       |  |
|  |                       |                   | Goiás (pen)           | 3                  | 0                | 3 (5)            |       |  |                  |                  |                  |                  |  |  |            |            |            |            |  |  |       |       |       |       |  |
|  |                       |                   |                       |                    |                  |                  |       |  |                  |                  |                  |                  |  |  |            |            |            |            |  |  |       |       |       |       |  |
|  |                       |                   |                       |                    |                  |                  |       |  |                  |                  |                  |                  |  |  |            |            |            |            |  |  |       |       |       |       |  |
|  |                       | Aparecidense      | 2                     |                    |                  |                  |       |  |                  |                  |                  |                  |  |  |            |            |            |            |  |  |       |       |       |       |  |
|  |                       |                   | 2                     |                    |                  |                  |       |  |                  |                  |                  |                  |  |  |            |            |            |            |  |  |       |       |       |       |  |
|  |                       |                   | União Rondonópolis    | 3                  |                  |                  |       |  |                  |                  |                  |                  |  |  |            |            |            |            |  |  |       |       |       |       |  |
|  | União Rondonópolis    | 3                 | União Rondonópolis    | 3                  |                  |                  |       |  |                  |                  |                  |                  |  |  |            |            |            |            |  |  |       |       |       |       |  |
|  | União Rondonópolis    | 3                 |                       |                    |                  |                  |       |  |                  |                  |                  |                  |  |  |            |            |            |            |  |  |       |       |       |       |  |
|  | União-TO              | 0                 |                       |                    |                  |                  |       |  |                  |                  |                  |                  |  |  |            |            |            |            |  |  |       |       |       |       |  |
|  | União-TO              | 0                 |                       | União Rondonópolis | 0                | 0                | 0     |  |                  |                  |                  |                  |  |  |            |            |            |            |  |  |       |       |       |       |  |
|  |                       |                   |                       |                    |                  |                  | 0     |  |                  |                  |                  |                  |  |  |            |            |            |            |  |  |       |       |       |       |  |
|  |                       |                   | Goiás                 | 2                  | 3                | 5                |       |  |                  |                  |                  |                  |  |  |            |            |            |            |  |  |       |       |       |       |  |
|  |                       |                   | Goiás                 | 2                  | 3                | 5                |       |  |                  |                  |                  |                  |  |  |            |            |            |            |  |  |       |       |       |       |  |
|  |                       |                   |                       |                    |                  |                  |       |  |                  |                  |                  |                  |  |  |            |            |            |            |  |  |       |       |       |       |  |
|  |                       |                   |                       |                    |                  |                  |       |  |                  |                  |                  |                  |  |  |            |            |            |            |  |  |       |       |       |       |  |
|  |                       | Goiás             | 6                     |                    |                  |                  |       |  |                  |                  |                  |                  |  |  |            |            |            |            |  |  |       |       |       |       |  |
|  |                       |                   | 6                     |                    |                  |                  |       |  |                  |                  |                  |                  |  |  |            |            |            |            |  |  |       |       |       |       |  |
|  |                       |                   | Rio Branco-ES         | 0                  |                  |                  |       |  |                  |                  |                  |                  |  |  |            |            |            |            |  |  |       |       |       |       |  |
|  | Vitória-ES            | 1                 | Rio Branco-ES         | 0                  |                  |                  |       |  |                  |                  |                  |                  |  |  |            |            |            |            |  |  |       |       |       |       |  |
|  | Vitória-ES            | 1                 |                       |                    |                  |                  |       |  |                  |                  |                  |                  |  |  |            |            |            |            |  |  |       |       |       |       |  |
|  | Rio Branco-ES         | 2                 |                       |                    |                  |                  |       |  |                  |                  |                  |                  |  |  |            |            |            |            |  |  |       |       |       |       |  |
|  | Rio Branco-ES         | 2                 |                       |                    |                  |                  |       |  |                  |                  |                  |                  |  |  |            |            |            |            |  |  |       |       |       |       |  |
|  |                       |                   |                       |                    |                  |                  |       |  |                  |                  |                  |                  |  |  |            |            |            |            |  |  |       |       |       |       |  |

## Estatísticas

### Artilharia
| Gols | Jogador       | Equipe             |
| ---- | ------------- | ------------------ |
| 4    | Rossi         | Paysandu           |
| 2    | Dongo         | São Raimundo-RR    |
| 2    | Edson Carioca | Goiás              |
| 2    | Edu           | Goiás              |
| 2    | Luan Silva    | Amazonas           |
| 2    | Pablo         | União Rondonópolis |
| 2    | Pedrinho      | Goiás              |
| 2    | Railson       | São Raimundo-RR    |
| 2    | Renanzinho    | Manaus             |
| 2    | Tadeu         | Goiás              |
| 2    | Tobinha       | Brasiliense        |

### Público
Estes são os dez maiores públicos pagantes do campeonato:
| N.º | Público | Mandante        | Placar | Visitante          | Estádio       | Data            | Rodada    | Ref.   |
| --- | ------- | --------------- | ------ | ------------------ | ------------- | --------------- | --------- | ------ |
| 1   | 35 184  | Goiás           | 1–1    | Paysandu           | Serra Dourada | 23 de abril     | Final     | [ 10 ] |
| 2   | 27 947  | Paysandu        | 0–0    | Goiás              | Mangueirão    | 9 de abril      | Final     | [ 11 ] |
| 3   | 10 490  | Paysandu        | 3–0    | São Raimundo-RR    | Mangueirão    | 20 de março     | Semifinal | [ 12 ] |
| 4   | 3 898   | Paysandu        | 0–0    | Manaus             | Curuzu        | 13 de fevereiro | Quartas   | [ 13 ] |
| 5   | 3 442   | Paysandu        | 1–1    | Gazin Porto Velho  | Curuzu        | 5 de fevereiro  | Oitavas   | [ 14 ] |
| 6   | 3 256   | Goiás           | 0–0    | Brasiliense        | Serrinha      | 19 de março     | Semifinal | [ 15 ] |
| 7   | 2 759   | São Raimundo-RR | 2–2    | Paysandu           | Canarinho     | 12 de março     | Semifinal | [ 16 ] |
| 8   | 1 931   | Vila Nova       | 1–1    | Luverdense         | Olímpico      | 4 de fevereiro  | Oitavas   | [ 17 ] |
| 9   | 1 810   | Goiás           | 3–0    | União Rondonópolis | Serrinha      | 26 de fevereiro | Quartas   | [ 18 ] |
| 10  | 1 775   | São Raimundo-RR | 2–0    | Amazonas           | Canarinho     | 12 de fevereiro | Quartas   | [ 19 ] |

Menores públicos
Estes são os dez menores públicos pagantes do campeonato:
| N.º | Público | Mandante           | Placar | Visitante          | Estádio           | Data            | Rodada  | Ref.   |
| --- | ------- | ------------------ | ------ | ------------------ | ----------------- | --------------- | ------- | ------ |
| 1   | 59      | Aparecidense       | 2–3    | União Rondonópolis | Annibal Batista   | 4 de fevereiro  | Oitavas | [ 20 ] |
| 2   | 60      | Ceilândia          | 1–1    | Capital-DF         | Abadião           | 22 de janeiro   | 1ª fase | [ 21 ] |
| 3   | 124     | Manaus             | 3–2    | Águia de Marabá    | Arena da Amazônia | 6 de fevereiro  | Oitavas | [ 22 ] |
| 4   | 312     | Amazonas           | 5–1    | Tocantinópolis     | Arena da Amazônia | 5 de fevereiro  | Oitavas | [ 23 ] |
| 5   | 321     | Amazonas           | 0–0    | São Raimundo-RR    | Arena da Amazônia | 27 de fevereiro | Quartas | [ 24 ] |
| 6   | 413     | São Raimundo-RR    | 4–1    | Trem               | Canarinho         | 22 de janeiro   | 1ª fase | [ 25 ] |
| 7   | 459     | Brasiliense        | 0–0    | Capital-DF         | Boca do Jacaré    | 6 de fevereiro  | Oitavas | [ 26 ] |
| 8   | 543     | União Rondonópolis | 3–0    | União-TO           | Luthero Lopes     | 22 de janeiro   | 1ª fase | [ 27 ] |
| 9   | 678     | Águia de Marabá    | 1–1    | Independência      | Zinho de Oliveira | 22 de janeiro   | 1ª fase | [ 28 ] |
| 10  | 701     | Operário-MS        | 0–1    | Luverdense         | Moreninhas        | 22 de janeiro   | 1ª fase | [ 29 ] |